# 维克托·布安
维克托·布安（法語：Victor Boin，1886年2月28日—1974年3月31日），比利时男子击剑、游泳、水球运动员。他曾代表比利时参加1908年、1912年和1920年夏季奥林匹克运动会，获得二枚银牌和一枚铜牌。